# Number Ones (Abba)
Number Ones är ett samlingsalbum med den svenska popgruppen Abba:s mest framgångsrika singelskivor, utgivet 20 november 2006 .

## Låtlista
1. Gimme! Gimme! Gimme! (A Man After Midnight)
2. Mamma Mia
3. Dancing Queen
4. Super Trouper
5. SOS
6. Summer Night City
7. Money, Money, Money
8. The Winner Takes It All
9. Chiquitita
10. One of Us
11. Knowing Me, Knowing You
12. Voulez-Vous
13. Fernando
14. Waterloo
15. Ring Ring
16. The Name of the Game
17. I Do, I Do, I Do, I Do, I Do
18. Take a Chance on Me
19. I Have a Dream

Bonusspår på specialutgåva:
- When I Kissed The Teacher
- Hole In Your Soul
- Dance (While The Music Still Goes On)
- Me And I
- The King Has Lost His Crown
- Rock Me
- Tiger
- I Wonder (Departure)
- Another Town, Another Train
- Our Last Summer
- Kisses Of Fire
- Slipping Through My Fingers

### Fotnoter
1. ↑  Information i Svensk mediedatabas.